# AS 24

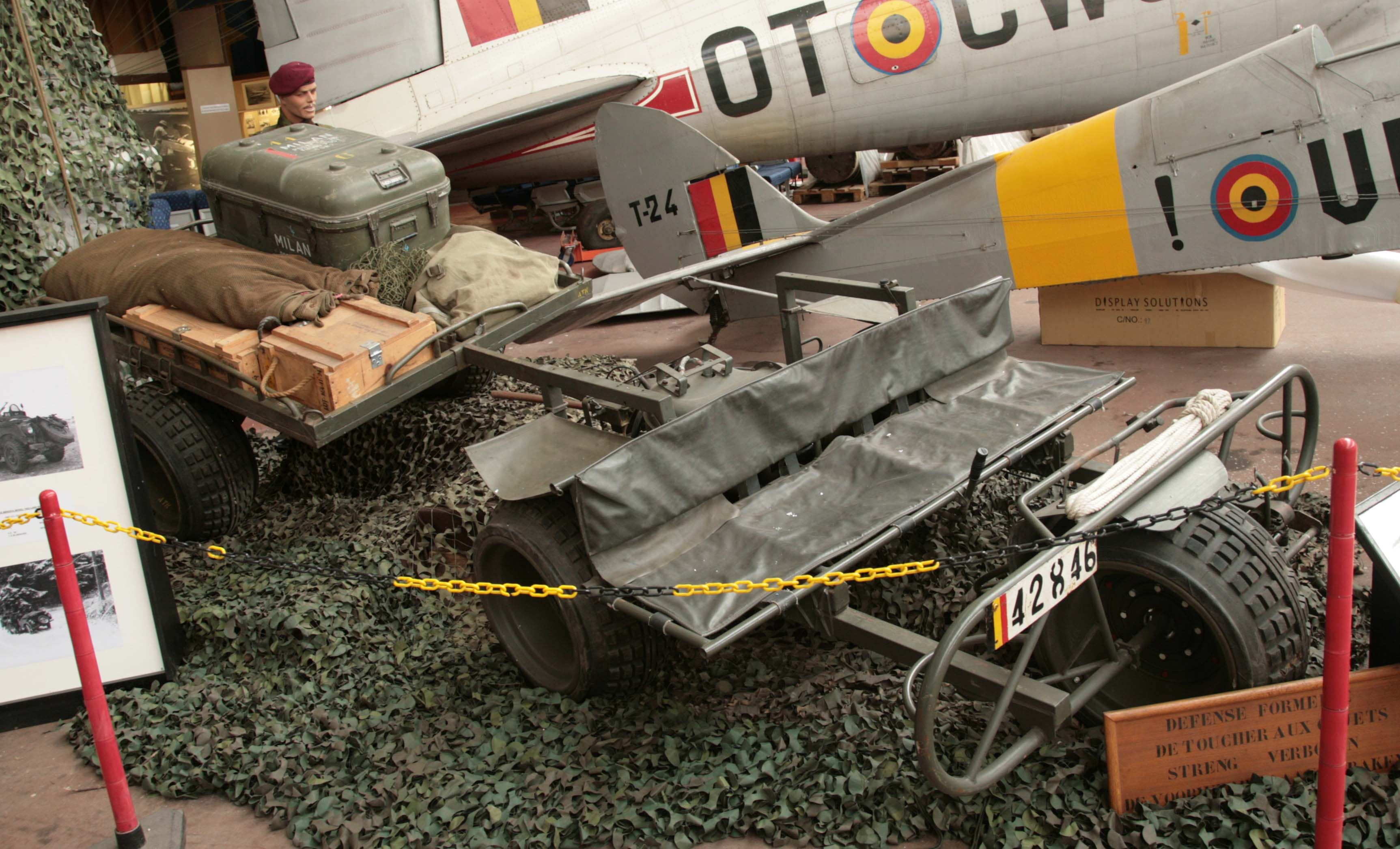
AS-24 Trike avec sa remorque.

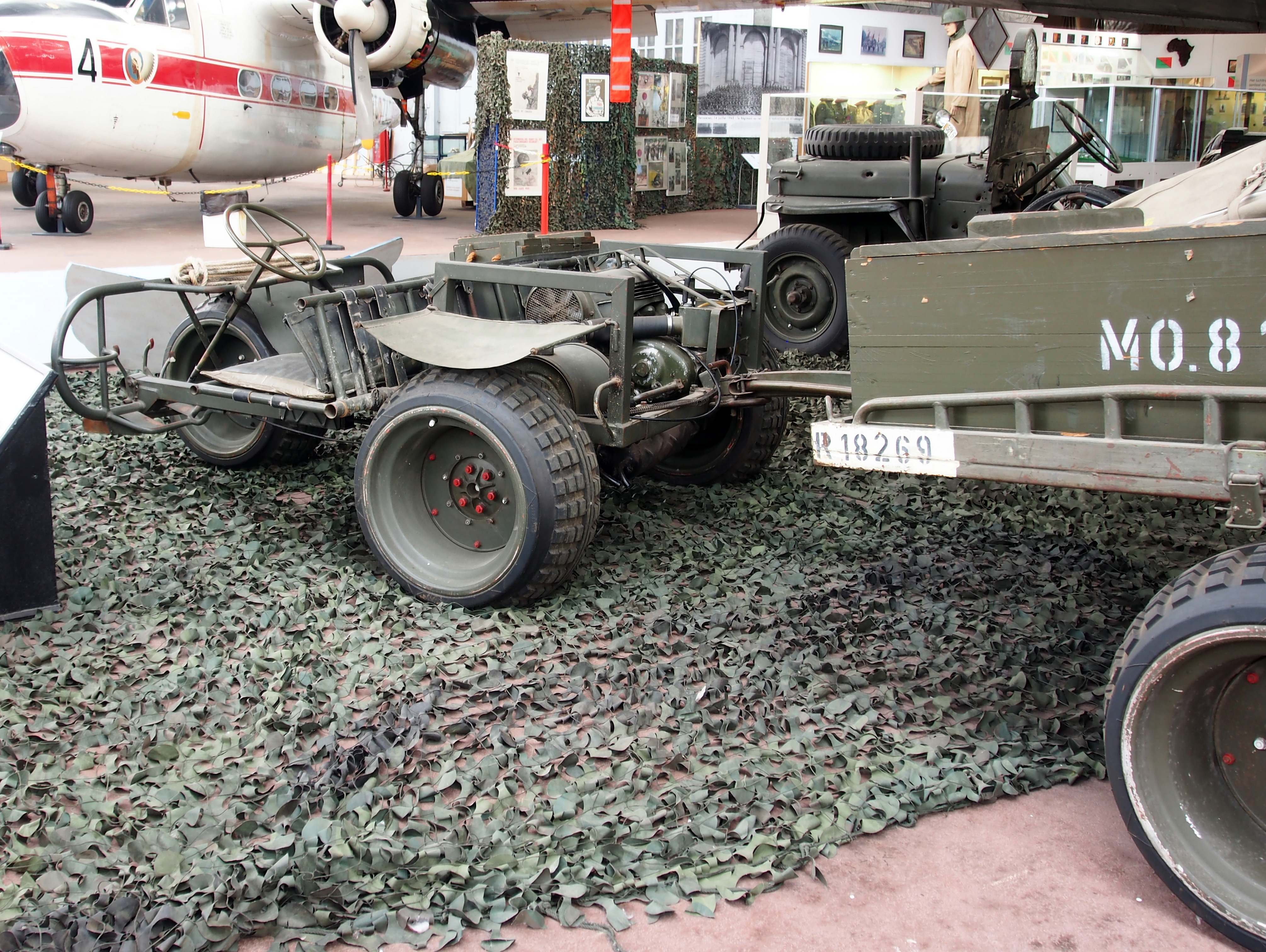
Vue arrière.

 (janvier 2013).
Si vous disposez d'ouvrages ou d'articles de référence ou si vous connaissez des sites web de qualité traitant du thème abordé ici, merci de compléter l'article en donnant les références utiles à sa vérifiabilité et en les liant à la section « Notes et références ».
L'AS 24 était un véhicule tricycle militaire à moteur produit par la Fabrique nationale de Herstal dans les années 1960[réf. souhaitée]. Il a été produit à 460 exemplaires[réf. nécessaire] et en entre en service en 1962. 
La plupart de ces engins pouvant être pliés pour être aérolargués ont été utilisés par les troupes parachutistes belges, notamment lors de l'opération Dragon Rouge au Congo en 1964. 
130 ont été achetés par l'armée de terre française jusqu'à son remplacement à partir de 1984 par le Lohr FL 500.
Un exemplaire a été évalué par l'armée américaine en mai 1963. Les unités de largage de l'armée l'ont utilisé en 1965 lors de manœuvres aéroportées (largués par 3)[réf. nécessaire].
Un avion Nord 2501 peut larguer 6 AS 24 par rotation contre seulement 2 jeeps dans les mêmes conditions.

## Spécifications
- Passagers : 4, chauffeur inclus.
- Poids : 170 kg
- Charge : 350 kg équipement, passagers et chauffeur inclus.
- Hauteur : 85 cm
- Motorisation : modèle FN 24, 15 ch, 2 cylindres, 2 temps, 246 cm3 (essence + huile)
- Vitesse : 97 km/h